# 千社札

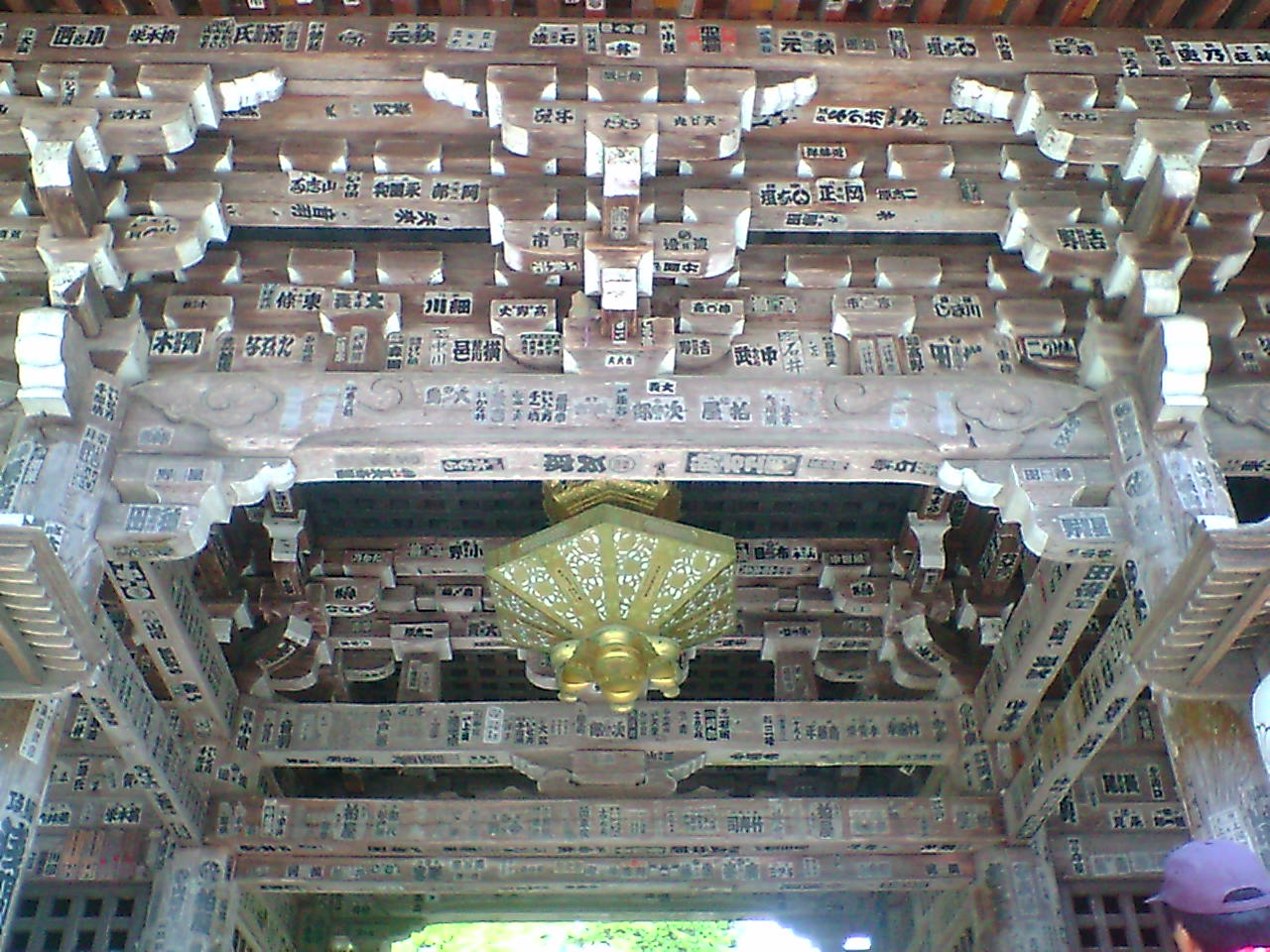
千社札（華嚴寺）

千社札（日语：／ Senjafuda，有時也念做せんしゃふだ）是在日本神社和寺院參拜用的，貼在天井和牆壁上的姓名貼紙。一般是紙質的，但也有木頭和金属製成的千社札。江戶時代中期以後開始流行，後來逐漸發展處使用木板的制度。可以在神社、寺院、文具店和娛樂中心買到。
民間認為使用題名札可以獲得等同参籠的功德，經過神社寺院許可發佈的千社札上有有該神社寺院的印章。

## 簡介
神社佛寺使用的單色印有人名的“貼札（はりふだ）”稱為“題名札”，而也有彩色的“色札（いろふだ）”，即“交換納札”。
千社札（一丁札）寬一寸六分（58毫米）、高四寸八分（174毫米）。
一丁札中有格線圍成的方框，文字要寫在方框中。這個小方框之外還有大方框。明治20年規定了具體大小，小方框應為48毫米寬144毫米長。千社札本身比率為1：3。札的上部要留余白。
此外還有被稱為連札（れんふだ）的二丁札以及三丁札、八丁札。

### 字體
千社札使用的字體一般是江戶文字中的“籠文字”。也有些場合使用“寄席文字（よせもじ）”。